# 一井慎也
一井 慎也（ひとつい しんや、1977年7月28日 - ）は、広島県出身の競技麻雀のプロ雀士。
日本プロ麻雀連盟所属。団体内の段位は六段。

## 来歴
2000年に日本プロ麻雀連盟のプロテストに合格しプロ雀士となる（17期生）。
2021年に実施された「EX風林火山ドラフト会議指名選手オーディション」に団体推薦で出場。予選13位で準決勝に進めなかった。
2023年に実施された「EX風林火山 IKUSA」では予選2位で上位7名が進めるセミファイナルに進出。8半荘のポイントで争われるセミファイナルでは最終戦でトップを奪い2位でファイナル進出。6半荘で争われるファイナルでは4回戦でトップの志岐祐大（最高位戦）を逆転し、5回戦で大きく突き放してそのまま逃げ切り優勝、賞金とSSP（スペシャルスパーリングパートナー）の権利を獲得した。
2年間EX風林火山のSSPとして活動した後、2025年に行われたEX風林火山のドラフト会議指名選手オーディションに決勝シードで参加。2着-2着となりトップなら逆転優勝の条件で迎えた最終戦、東場で大きくリードするも、南場に入って2代目SSPの永井孝典への連続放銃で逆転を許し、一時は再逆転するも南4局0本場での下石戟への親満貫放銃が致命傷となり、あと一歩の所でドラフト指名権獲得を逃した。

## 人物
- キャッチフレーズは「リアル鉄壁保」。[要出典]
- 本業は不動産仲介のコンサルタントで、雀荘物件の契約も多く手がけている[2]。
- 私服での対局が認められていたEX風林火山IKUSAでは、波形フレームの眼鏡に藁人形のネックレスをぶら下げたり[7]、キャラクター柄の派手なパーカーを着用する[4]など、対局時の独特なファッションで注目を浴びた。

## 獲得タイトル
- EX風林火山IKUSA 優勝[5]